# Майер Т. (лунный кратер)
Кратер Майер Т. (лат. T. Mayer), не путать с кратером Майер К., — крупный ударный кратер в западной части гор Карпаты на видимой стороне Луны. Название присвоено в честь немецкого картографа и астронома Тобиаса Майера (1723—1762) и утверждено Международным астрономическим союзом в 1935 г. Образование кратера относится к раннеимбрийскому периоду.

## Описание кратера

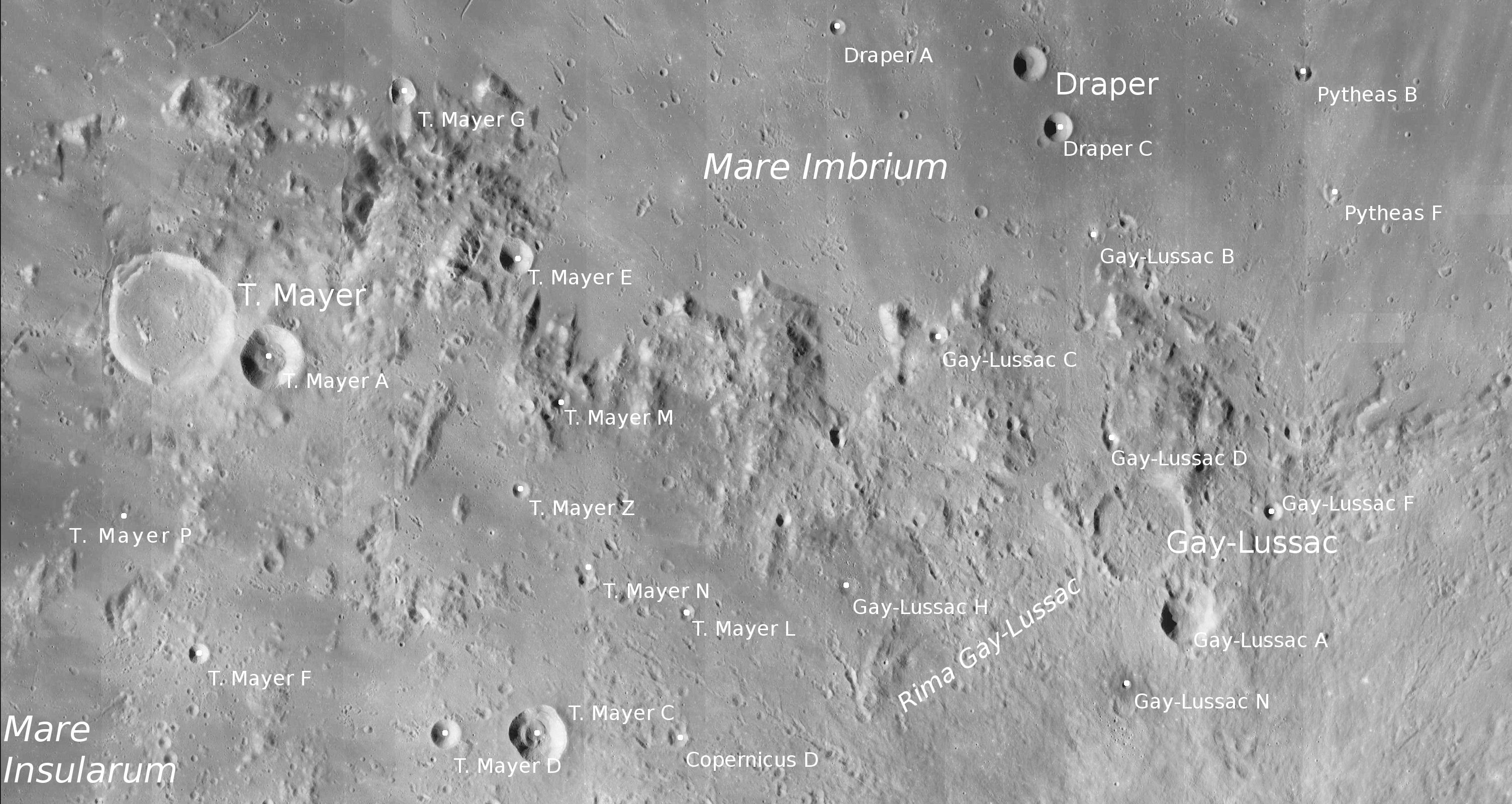
Окрестности кратера Майер Т. Снимок зонда Lunar Reconnaissance Orbiter.

Ближайшими соседями кратера являются кратер Бессарион на западе; кратер Брейли на северо-западе; кратер Наташа на севере-северо-западе; кратер Эйлер на севере; кратер Дрэпер на востоке-северо-востоке; кратер Гей-Люссак на востоке-юго-востоке; кратер Коперник на юго-востоке и кратер Милихий на юге. На западе от кратера Майер Т. находится Океан Бурь; на северо-востоке Море Дождей; на юге Море Островов; на юго-западе борозда Т. Майера. Селенографические координаты центра кратера 15°32′ с. ш. 29°10′ з. д. / 15,54° с. ш. 29,17° з. д., диаметр 33,2 км, глубина 2920 м.
Кратер Майер Т. имеет близкую к циркулярной форму с небольшим выступом в северо-западной части и практически не разрушен. Вал несколько сглажен, в северной и южной части имеет седловатые понижения, в восточной части вал поднимается на высоту 3000 м над дном чаши. Внутренний склон вала гладкий за исключением восточной части, где просматриваются следы террасовидной структуры. К юго-восточной части вала примыкает сателлитный кратер Майер Т. A (см. ниже). Объем кратера Майер Т. составляет приблизительно 770 км³. Дно чаши ровное, имеется маленький центральный пик несколько смещенный к северу от центра, в западной части чаши расположена группа невысоких холмов.
На юге от кратера расположено скопление щитовых вулканов, некоторые из них имеют крошечные кратеры на вершине.

## Сателлитные кратеры
| Майер Т. | Координаты                                            | Диаметр, км |
| -------- | ----------------------------------------------------- | ----------- |
| A        | 15°14′ с. ш. 28°18′ з. д. / 15,24° с. ш. 28,3° з. д.  | 16,2        |
| B        | 15°21′ с. ш. 30°55′ з. д. / 15,35° с. ш. 30,91° з. д. | 12,1        |
| C        | 12°13′ с. ш. 26°00′ з. д. / 12,21° с. ш. 26° з. д.    | 14,9        |
| D        | 12°14′ с. ш. 26°48′ з. д. / 12,23° с. ш. 26,8° з. д.  | 7,6         |
| E        | 16°02′ с. ш. 26°11′ з. д. / 16,04° с. ш. 26,19° з. д. | 8,4         |
| F        | 12°52′ с. ш. 28°56′ з. д. / 12,87° с. ш. 28,94° з. д. | 5,1         |
| G        | 17°21′ с. ш. 27°10′ з. д. / 17,35° с. ш. 27,17° з. д. | 7,0         |
| H        | 11°41′ с. ш. 25°26′ з. д. / 11,68° с. ш. 25,44° з. д. | 4,7         |
| K        | 18°07′ с. ш. 27°40′ з. д. / 18,12° с. ш. 27,66° з. д. | 4,8         |
| L        | 13°12′ с. ш. 24°43′ з. д. / 13,2° с. ш. 24,72° з. д.  | 4,0         |
| M        | 14°55′ с. ш. 25°49′ з. д. / 14,91° с. ш. 25,81° з. д. | 5,1         |
| N        | 13°34′ с. ш. 25°37′ з. д. / 13,56° с. ш. 25,61° з. д. | 4,3         |
| P        | 14°01′ с. ш. 29°35′ з. д. / 14,02° с. ш. 29,58° з. д. | 37,0        |
| R        | 11°38′ с. ш. 26°23′ з. д. / 11,63° с. ш. 26,39° з. д. | 4,2         |
| S        | 11°40′ с. ш. 28°20′ з. д. / 11,66° с. ш. 28,34° з. д. | 2,9         |
| W        | 17°34′ с. ш. 34°58′ з. д. / 17,57° с. ш. 34,96° з. д. | 33,5        |
| Z        | 14°11′ с. ш. 26°09′ з. д. / 14,18° с. ш. 26,15° з. д. | 4,3         |

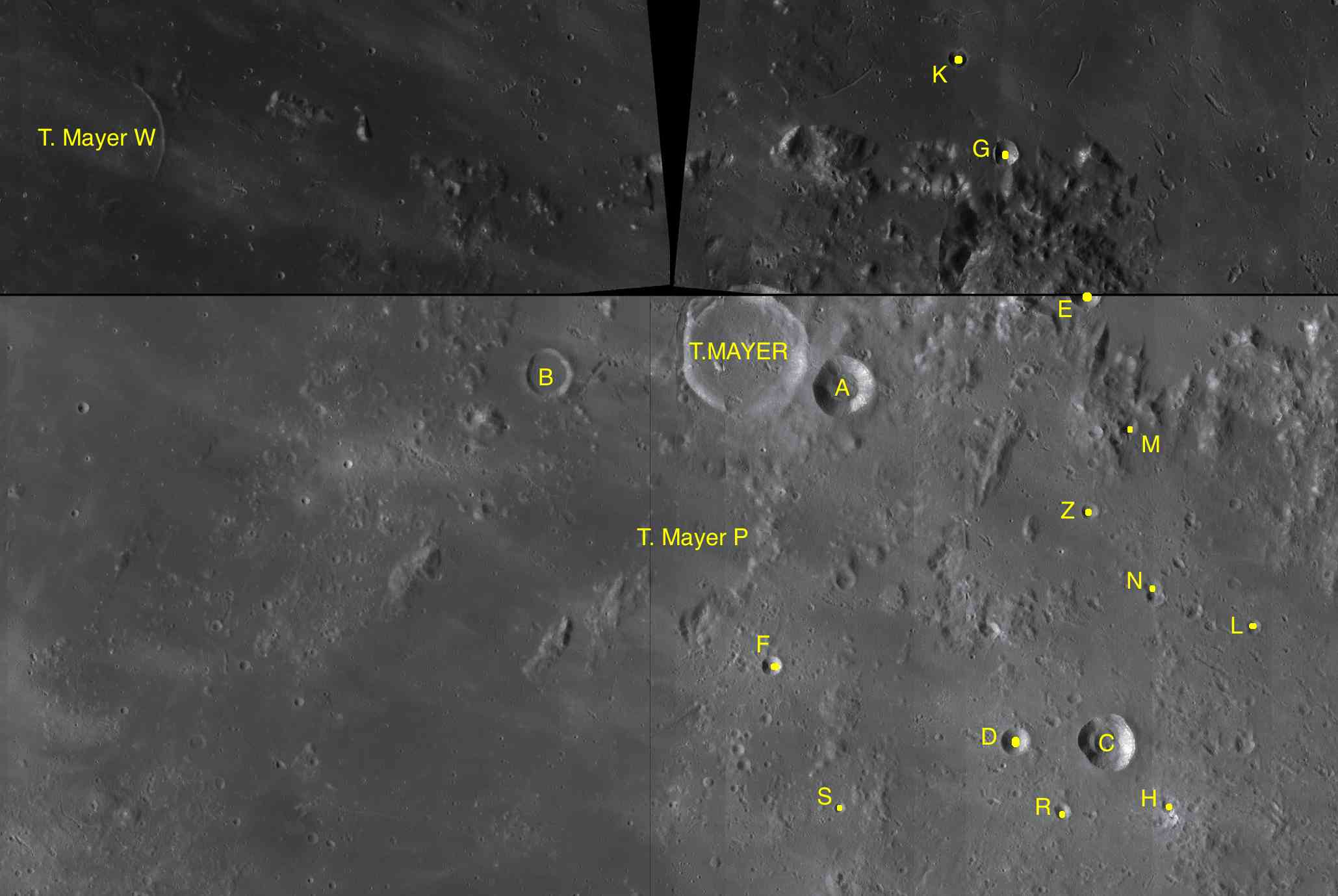
Фрагменты карт LAC-39, LAC-40, LAC-57, LAC-58.

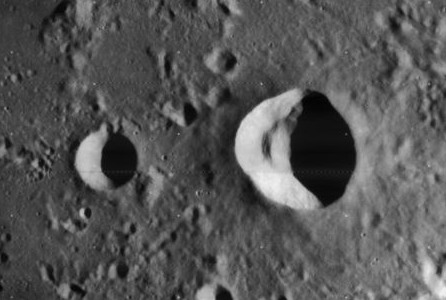
Сателлитные кратеры Майер Т. D (слева) и Майер Т. C (справа). Снимок зонда Lunar Orbiter-IV.

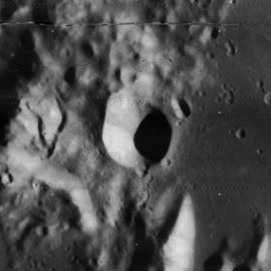
Сателлитный кратер Майер Т. E. Снимок зонда Lunar Orbiter-IV.

- Сателлитные кратер Майер Т. A и Майер Т. C включены в список кратеров с яркой системой лучей Ассоциации лунной и планетарной астрономии (ALPO)[6].
- Образование сателлитного кратера Майер Т. W относится к раннеимбрийскому периоду[1].

## См.также
- Список кратеров на Луне
- Лунный кратер
- Морфологический каталог кратеров Луны
- Планетная номенклатура
- Селенография
- Минералогия Луны
- Геология Луны
- Поздняя тяжёлая бомбардировка